# Мюнхенски абецедар
Мюнхенският абецедар от втората половина на XI – началото на XII век, е един от най-старите писмени паметници на старобългарската азбука, написана на глаголица и кирилица. Намира се на последния лист на ръкописа CML 14485 в Баварската държавна библиотека в Мюнхен, Германия.